# Control medical

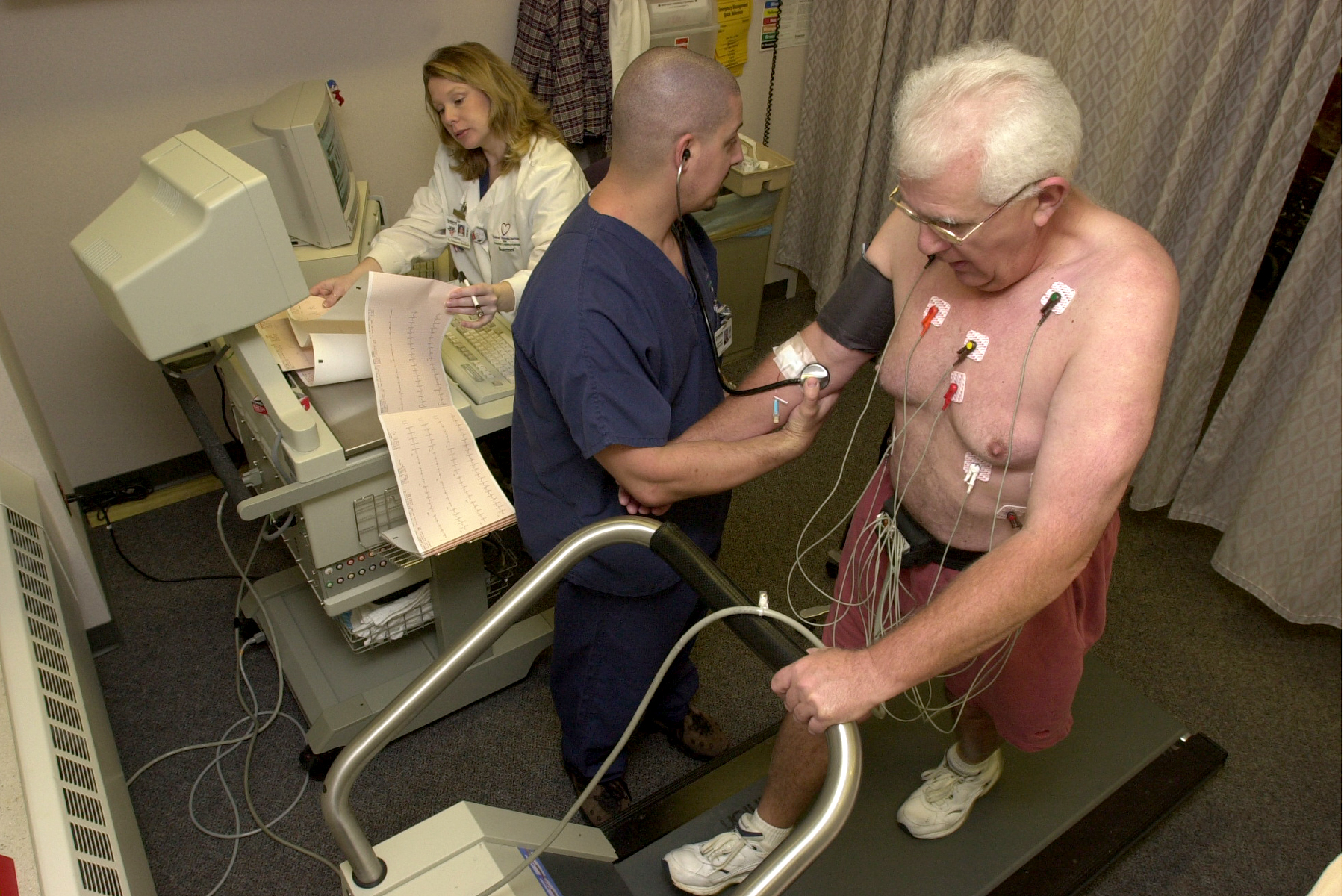
Control medical

Controlul medical numit și control medical preventiv, constă dintr-o serie de metode numite clinice sau paraclinice care se efectuează de către personalul medical cu scopul stabilirii unui diagnostic medical la un pacient. Acest control care se poate face periodic, pentru a preveni anumite boli, sau la sportivii de performanță, cuprinde controlul corporal prin palpare, ascultare folosindu-se instrumente ajutătoare ca și stetoscopul, ciocanul pentru stabilirea reflexelor sau otoscopul. Acest control este completat de o serie de examene de laborator. Un rol important în cadrul controlului medical îl joacă anamneza, cum mai poate fi numit istoricul bolii.

## Tipuri de teste

### În funcție de scop
Testele medicale pot fi clasificate în funcție de scopurile lor, dintre care cele mai frecvente sunt diagnosticarea, screeningul și evaluarea.

#### Diagnosticare
Un test de diagnostic este o procedură efectuată pentru a confirma sau a determina prezența unei boli la un individ suspectat de a avea o boală, de obicei în urma raportării unor simptome sau pe baza rezultatelor altor teste medicale. Aceasta include diagnosticul postum. Exemple de astfel de teste sunt:
- Utilizarea medicinei nucleare pentru a examina un pacient suspectat de a avea un limfom.
- Măsurarea glicemiei la o persoană suspectată de diabet zaharat după perioade de urinare crescută.
- Efectuarea unei hemograme complete la o persoană care prezintă febră mare pentru a verifica dacă există o infecție bacteriană.
- Monitorizarea citirilor electrocardiogramei unui pacient cu dureri în piept pentru a diagnostica sau a determina orice nereguli cardiace.

#### Screening
Screeningul se referă la un test medical sau la o serie de teste utilizate pentru a detecta sau a prezice prezența unei boli la persoanele cu risc din cadrul unui grup definit, cum ar fi o populație, o familie sau o forță de muncă. Screeningurile pot fi efectuate pentru a monitoriza prevalența bolii, pentru a gestiona epidemiologia, pentru a ajuta la prevenire sau strict în scopuri statistice.
Printre exemplele de depistări se numără măsurarea nivelului de TSH în sângele unui nou-născut ca parte a depistării hipotiroidismului congenital la nou-născuți, verificarea cancerului pulmonar la persoanele nefumătoare care sunt expuse la fumatul pasiv într-un mediu de lucru nereglementat și depistarea prin frotiu Papanicolau pentru prevenirea sau depistarea precoce a cancerului de col uterin.

#### Monitorizare
Unele teste medicale sunt utilizate pentru a monitoriza evoluția sau răspunsul la tratamentul medical.

### În funcție de metodă
Majoritatea metodelor de testare pot fi clasificate în una dintre următoarele grupe mari:
- Observațiile pacientului, care pot fi fotografiate sau înregistrate
- Întrebări puse la întocmirea istoricului medical al unei persoane
- Testele efectuate în cadrul unei examinări fizice
- Teste radiologice, în care, de exemplu, se folosesc raze X pentru a forma o imagine a unei ținte corporale. Aceste teste implică adesea administrarea unui agent de contrast.
- Diagnosticele in vivo, care testează în organism, cum ar fi:
  - Manometrie
  - Administrarea unui agent de diagnosticare și măsurarea răspunsului organismului, ca în cazul testului de provocare a glutenului, al testului de stres prin contracție, al testului de provocare bronșică, al provocării alimentare orale sau al testului de stimulare a ACTH.
- Diagnosticele in vitro care testează o probă de țesut sau fluide corporale, cum ar fi:
  - Biopsia lichidă
  - Cultură microbiologică, care determină prezența sau absența microbilor într-o probă din organism și care vizează, de obicei, detectarea bacteriilor patogene.
  - Testarea genetică
  - Nivelul de zahăr din sânge
  - Testarea funcției hepatice
  - Testarea calciului
  - Testarea electroliților din sânge, cum ar fi sodiul, potasiul, creatinina și ureea
- În funcție de locația probei

Testele in vitro pot fi clasificate în funcție de localizarea probei testate, inclusiv:
Teste de sânge
- - Teste de urină, inclusiv examinarea cu ochiul liber a urinei
  - Teste de scaun, inclusiv examinarea cu ochiul liber a fecalelor
  - Spută (flegmă), inclusiv examinarea cu ochiul liber a sputei

## Exactitate și precizie
- Acuratețea unui test de laborator este corespondența acestuia cu valoarea reală. Precizia este maximizată prin calibrarea echipamentului de laborator cu material de referință și prin participarea la programe externe de control al calității.
- Precizia unui test este reproductibilitatea acestuia atunci când este repetat pe aceeași probă. Un test imprecis produce rezultate foarte diferite la măsurători repetate. Precizia este monitorizată în laborator prin utilizarea materialului de control.

## Detecție și cuantificare
Testele efectuate în cadrul unei examinări fizice vizează, de obicei, detectarea unui simptom sau a unui semn și, în aceste cazuri, un test care detectează un simptom sau un semn este desemnat drept test pozitiv, iar un test care indică absența unui simptom sau a unui semn este desemnat drept test negativ, după cum se detaliază mai jos într-o secțiune separată.O cuantificare a unei substanțe țintă, a unui tip de celulă sau a unei alte entități specifice este un rezultat obișnuit, de exemplu, al majorității analizelor de sânge. Aceasta nu răspunde doar dacă o entitate țintă este prezentă sau absentă, ci și cât de prezentă este. În cazul analizelor de sânge, cuantificarea este relativ bine specificată, cum ar fi dată în concentrație masică, în timp ce majoritatea celorlalte teste pot fi tot cuantificări, deși mai puțin specificate, cum ar fi un semn de a fi "foarte palid" mai degrabă decât "ușor palid". În mod similar, imaginile radiologice sunt, din punct de vedere tehnic, cuantificări ale opacității radiologice a țesuturilor.
În special în cazul anamnezei medicale, nu există o limită clară între un test de detectare sau de cuantificare și informații mai degrabă descriptive despre o persoană. De exemplu, întrebările privind ocupația sau viața socială a unui individ pot fi considerate teste care pot fi considerate pozitive sau negative pentru prezența diverșilor factori de risc sau pot fi considerate "doar" descriptive, deși acestea din urmă pot fi cel puțin la fel de importante din punct de vedere clinic.

### Pozitiv sau negativ
Rezultatul unui test care vizează depistarea unei entități poate fi pozitiv sau negativ: acest lucru nu are nimic de-a face cu un prognostic negativ, ci mai degrabă înseamnă că testul a funcționat sau nu, iar un anumit parametru care a fost evaluat a fost prezent sau nu. De exemplu, un test de depistare a cancerului de sân negativ înseamnă că nu a putut fi găsit niciun semn de cancer de sân (ceea ce este, de fapt, foarte pozitiv pentru pacientă).
Clasificarea testelor în pozitive sau negative oferă o clasificare binară, cu capacitatea rezultată de a efectua probabilități bayesiene și măsurători de performanță a testelor, inclusiv calcule de sensibilitate și specificitate.

### Valori continue
Testele ale căror rezultate sunt de valori continue, cum ar fi majoritatea valorilor sanguine, pot fi interpretate ca atare sau pot fi convertite în cele binare prin definirea unei valori limită, rezultatele testului fiind desemnate ca fiind pozitive sau negative în funcție de faptul că valoarea rezultată este mai mare sau mai mică decât valoarea limită.

## Interpretare
În cazul constatării unui semn sau simptom patognomonic este aproape sigur că afecțiunea țintă este prezentă, iar în absența constatării unui semn sau simptom sine qua non este aproape sigur că afecțiunea țintă este absentă. Cu toate acestea, în realitate, probabilitatea subiectivă a prezenței unei afecțiuni nu este niciodată exact 100% sau 0%, astfel încât testele vizează mai degrabă estimarea unei probabilități post-test a unei afecțiuni sau a unei alte entități.
Majoritatea testelor de diagnosticare utilizează practic un grup de referință pentru a stabili date de performanță, cum ar fi valorile predictive, raporturile de probabilitate și riscurile relative, care sunt apoi utilizate pentru a interpreta probabilitatea post-test pentru un individ.
În cadrul testelor de monitorizare a unui individ, rezultatele testelor anterioare ale acelui individ pot fi utilizate ca referință pentru a interpreta testele ulterioare.

## Riscuri
Unele proceduri de testare medicală au riscuri asociate pentru sănătate și chiar necesită anestezie generală, cum ar fi mediastinoscopia. Alte teste, cum ar fi testul de sânge sau testul Papanicolau, au riscuri directe mici sau inexistente. Testele medicale pot avea, de asemenea, riscuri indirecte, cum ar fi stresul provocat de testare, iar teste mai riscante pot fi necesare ca urmare a unui rezultat (potențial) fals pozitiv. Consultați furnizorul de asistență medicală (inclusiv medicii, asistenții medicali și asistenții medicali) care prescrie orice test pentru informații suplimentare.

## Indicații
Fiecare test are propriile indicații și contraindicații. O indicație este un motiv medical valabil pentru efectuarea testului. O contraindicație este un motiv medical valabil pentru a nu efectua testul. De exemplu, un test de bază pentru colesterol poate fi indicat (adecvat din punct de vedere medical) pentru o persoană de vârstă mijlocie. Cu toate acestea, dacă același test a fost efectuat pe acea persoană foarte recent, atunci existența testului anterior este o contraindicație pentru test (un motiv medical valabil pentru a nu-l efectua).
Prejudecata informațională este prejudecata cognitivă care îi determină pe furnizorii de servicii medicale să solicite teste care produc informații pe care nu se așteaptă sau nu intenționează în mod realist să le folosească în scopul luării unei decizii medicale. Testele medicale sunt indicate atunci când informațiile pe care le produc vor fi utilizate. De exemplu, o mamografie de screening nu este indicată (nu este adecvată din punct de vedere medical) pentru o femeie care este pe moarte, deoarece, chiar dacă i se descoperă un cancer de sân, aceasta va muri înainte de a putea începe orice tratament împotriva cancerului.
Într-un mod simplificat, măsura în care un test este indicat pentru o persoană depinde în mare măsură de beneficiul net al acestuia pentru acea persoană. Testele sunt alese atunci când beneficiul așteptat este mai mare decât răul așteptat. Beneficiul net poate fi estimat în linii mari prin:
{\displaystyle b_{n}=\Delta p\times r_{i}\times (b_{i}-h_{i})-h_{t}}.
, unde:
- bn este beneficiul net al efectuării unui test
- Λp este diferența absolută dintre probabilitatea pre și post-test a condițiilor (cum ar fi bolile) pe care se preconizează că le va atinge testul. Un factor important pentru o astfel de diferență absolută este puterea testului în sine, așa cum poate fi descrisă, de exemplu, în termeni de sensibilitate și specificitate sau de raport de probabilitate. Un alt factor este probabilitatea pretestamentală, o probabilitate pretestamentală mai mică ducând la o diferență absolută mai mică, cu consecința că până și testele foarte puternice obțin o diferență absolută scăzută pentru afecțiuni foarte puțin probabile la un individ (cum ar fi bolile rare în absența oricărui alt semn indicator), dar, pe de altă parte, că până și testele cu putere scăzută pot face o mare diferență pentru afecțiuni foarte suspecte. Probabilitățile în acest sens pot, de asemenea, să trebuiască să fie luate în considerare în contextul unor afecțiuni care nu sunt ținte primare ale testului, cum ar fi probabilitățile relative la profil în cadrul unei proceduri de diagnostic diferențial.
- ri este rata de cât de mult se așteaptă ca diferențele de probabilitate să aibă ca rezultat schimbări în intervenții (cum ar fi o schimbare de la "niciun tratament" la "administrarea unui tratament medical în doze mici"). De exemplu, dacă singurul efect așteptat al unui test medical este acela de a face mai probabilă o boală în comparație cu alta, dar cele două boli au același tratament (sau niciuna nu poate fi tratată), atunci, acest factor este foarte scăzut și testul este probabil fără valoare pentru individ sub acest aspect.
- bi este beneficiul modificărilor intervențiilor pentru individ
- hi este prejudiciul pe care îl reprezintă modificările intervențiilor pentru individ, cum ar fi efectele secundare ale tratamentului medical.
- ht este prejudiciul cauzat de testul în sine.

Printre factorii suplimentari care influențează decizia de a efectua sau nu un test medical se numără: costul testului, disponibilitatea unor teste suplimentare, interferența potențială cu un test ulterior (cum ar fi o palpare abdominală care ar putea induce o activitate intestinală ale cărei sunete interferează cu o auscultare abdominală ulterioară), timpul necesar pentru efectuarea testului sau alte aspecte practice sau administrative. Beneficiile posibile ale unui test de diagnosticare pot fi, de asemenea, puse în balanță cu costurile testelor inutile și cu urmărirea inutilă care rezultă și, eventual, chiar cu tratamentul inutil al constatărilor accidentale.
În unele cazuri, se așteaptă ca testele efectuate să nu aibă niciun beneficiu pentru persoana testată. În schimb, rezultatele pot fi utile pentru stabilirea de statistici în vederea îmbunătățirii asistenței medicale pentru alte persoane. Pacienții își pot da consimțământul în cunoștință de cauză pentru a fi supuși unor teste medicale de care vor beneficia alte persoane.

## Așteptările pacienților
Pe lângă considerațiile privind natura testelor medicale menționate mai sus, alte realități pot duce la concepții greșite și așteptări nejustificate în rândul pacienților. Acestea includ: laboratoare diferite au intervale de referință normale diferite; valori ușor diferite vor rezulta din repetarea unui test; "normalul" este definit de un spectru de-a lungul unei curbe în clopot care rezultă din testarea unei populații, nu de "principii fiziologice raționale, bazate pe știință"; uneori, testele sunt utilizate în speranța de a descoperi ceva care să ofere medicului un indiciu cu privire la natura unei anumite afecțiuni; iar testele imagistice sunt supuse unei interpretări umane failibile și pot evidenția "incidentalomi", dintre care majoritatea "sunt benigne, nu vor cauza niciodată simptome și nu necesită o evaluare suplimentară", deși medicii dezvoltă orientări pentru a decide când să urmărească diagnosticarea incidentalomilor.

## Standard pentru raportare și evaluare
Revizuirea QUADAS-2 este disponibilă.

## Examinarea medicală cu ajutorul aparatelor
Examenul
| - de laborator - radiologic - sonografic | - scintigrafia - endoscopia - computer-tomografia | - EKG (electrodiagrama) - rectoscopia - puncția sau biopsia |